# Federación española de asociaciones de archiveros, bibliotecarios, arqueólogos, museólogos y documentalistas
La Federación española de asociaciones de archiveros, bibliotecarios, arqueólogos, museólogos y documentalistas (ANABAD), es una asociación profesional sin ánimo de lucro fundada en Madrid en el año 1949 y destinada a agrupar a cuantos se ocupan profesionalmente de los archivos, bibliotecas, museos, centros de documentación e información, parques arqueológicos y centros de interpretación. Actualmente se organiza como federación de asociaciones y uniones territoriales y forma parte de los consejos internacionales como el I.C.A., IFLA y ICOM

## Historia
En 1948 diversos profesionales forman una comisión con el objetivo de volver a crear una asociación profesional que cubra el espacio que dejó la anterior, extinguida con la Guerra Civil. Así fruto del trabajo de esta comisión se convoca una asamblea los días 14 a 16 de febrero e 1949 en la Biblioteca Nacional de España, donde se fundará la nueva asociación y se establecerán sus estatutos. Se crea así la Asociación Nacional de Archiveros, Bibliotecarios (ANABA) y se nombra a Amadeo Tortajada como su primer presidente. A comienzos de la década de los cincuenta, la recién creada asociación organiza una exposición de bibliotecas infantiles en la Biblioteca Nacional. De esta experiencia saldrá el Catálogo crítico de los libros infantiles (1951), del Gabinete de Lectura Santa Teresa de Jesús, en el que las 572 fichas plantean nfluir en la formación religiosa de los niños. A partir de 1957 se crean las secciones de bibliotecas y la de museos además de diversas comisiones especializadas en legislación, archivos, profesión etc.
En 1978 se aprueban nuevos estatutos por los cuales se incluyen dentro de las asociaciones representadas a los documentalistas pasando a denominarse ANABAD. Pocos años después, en 1981 y dentro del marco descentralizador que trajo la Constitución Española, ANABAD decide asimismo ser reflejo de los nuevos tiempos y dejar de tener una estructura centralizada, dando cabida a Uniones territoriales y sectoriales.
En 2019 y con motivo del 70 aniversario de la asociación la Organización Nacional de Ciegos Españoles (ONCE) y la Lotería Nacional, les dedicaron respectivamente un cupón con el anagrama de la asociación.

## Organización
La asociación tiene un ámbito de actuación en todo el estado español y se organiza como una federación de asociaciones profesionales y uniones territoriales. Actualmente están federadas las siguientes asociaciones y uniones territoriales: ANABAD-E, Asociación de Archiveros de Extremadura (AAE), Unión Territorial de Cantabria, Unión Territorial de Castilla-La Mancha, Unión Territorial de La Rioja, Unión Territorial de Murcia, Asociación Uruguaya de Archiveros y Asociación de Archiveros de Chile (Asocarchi), estas dos últimas fuera del estado español.
ANABAD es miembro y participa activamente en diversas agrupaciones y federaciones tanto de ámbito nacional como internacional: CAA, FESABID, IFLA, ICA, ICOM.

## Publicaciones
Además de diversas publicaciones internas dirigidas a sus socios, ANABAD ha publicado a lo largo de su historia diversas publicaciones tanto en imprenta como digitalmente. Es de destacar el Boletín de ANABAD, publicado desde el año 1950 y donde han participado destacados profesionales de los sectores profesionales que representa ANABAD. Además del Boletín de ANABAD, a lo largo de su historia han publicado numerosas monografías y catálogos de exposiciones como el Catálogo crítico de los libros infantiles (1951) .

## Presidentes
| Nombre                        | Años      |
| ----------------------------- | --------- |
| Amadeo Tortajada Ferrandis    |           |
| José María Navascues          |           |
| Hipólito Escolar Sobrino      |           |
| Justo García Morales          |           |
| Manuel Carrión Gútiez         |           |
| David Torra Ferrer            |           |
| Vicenta Cortés Alonso         |           |
| Cecilia Fernández Fernández   |           |
| Julia María Rodríguez Barredo |           |
| María Pilar Gallego Cuadrado  | 2004-2007 |
| Miguel Ángel Gacho Santamaría | 2007-2016 |
| José María Nogales Herrera    | 2016-2023 |
| Cristina Cabornero Herrero    | 2023-Act. |